# Michał Szpinda
Michał Szpinda ist ein polnischer Allgemeinchirurg, Professor und Leiter der Abteilung für allgemeine Anatomie am Collegium Medicum in Bydgoszcz.

## Leben
Szpinda absolvierte 1989 die Medizinische Akademie in Lublin. Nach seinem erfolgreichen Abschluss zog er nach Bydgoszcz, wo er seine Arbeit in der anatomischen Abteilung begann.
In den Jahren 1998–2008 war er amtierender Direktor der Anatomischen Fakultät am Collegium Medicum Bydgoszcz; seit 2008 ist er der Leiter dieser Abteilung. 1993 wurde er promoviert und 2007 habilitiert. Seit 2014 ist er Professor des Collegium Medicum in Bydgoszcz.

## Szpinda-Moryś - Affäre
Professor der Medizinischen Universität Gdańsk und zwei Dozenten der Nikolaus-Kopernikus-Universität in Bydgoszcz teilten sich Wege, um die Bestehensquoten der Studenten zu senken. Der Skandal wurde aufgedeckt, weil einer von ihnen, nach der Vorlesung, das Mikrofon nicht ausschaltete. Das Gespräch der Wissenschaftler wurde von Studenten aufgezeichnet.
Im März 2021 wird eine Vorlesung von einem der Gdańsker Professoren besucht. Nach der Vorlesung vergaßen die Forscher, das Mikrofon und die Plattform für Online-Kurse auszuschalten.
Sie diskutierten darüber, was in Zeiten von Pandemien die größten Schwierigkeiten bei ihrer Arbeit verursacht. Wie sich herausstellte, ist das Problem laut den Wissenschaftlern die höhere Bestehensquote von Prüfungen als bei einem Vollzeitstudium. Die Dozenten gaben einhellig zu, dass Online-Klausuren eine schlechte Idee sind, weil zu viele Studenten sie bestehen. Nach ihrem Verständnis sind stationäre Klausuren viel "effektiver", weil sie eine stärkere Kontrolle ermöglichen.
Auf dem Mitschnitt war zu hören, wie die Dozenten ihre Beobachtungen teilten. Sie erzählen, welche Methoden und Wege zur Senkung der Bestehensquote ihrer Meinung nach am effektivsten sind. An dem Interview nehmen drei Personen teil - Janusz Moryś aus Gdańsk, der Leiter der Anatomieabteilung an der Nikolaus-Kopernikus-Universität in Bydgoszcz Michał Szpinda und Zbigniew Wlodarczyk, der Dekan der medizinischen Fakultät der Nikolaus-Kopernikus-Universität.
"Wir haben bereits darüber gesprochen, dass die Bestehensquote in der Fernform definitiv zu hoch ist. Dagegen müssen wir etwas tun" - sagt einer der Dozenten aus Bydgoszcz.
"Ich habe die besten Studenten ausgewählt und mache für sie einen speziellen Test, auch stationär. So, dass sie vier Punkte für mich schreiben. Die Besten" - sagt die Wissenschaftlerin.
"Wir haben den Druck, die Abschlussprüfungen in der Klasse zu machen. Aber ich weiß nicht, ob das für die Schüler in Ordnung ist. Wenn sie Unterricht und Fernprüfungen hatten, dann, wenn wir sie zur Live-Prüfung nehmen, dann werde ich zum Rektor auf den Teppich gehen, weil vielleicht 40 Prozent bestehen werden"- ist einer der Befragten überzeugt.
Die Professoren haben sich nach einer der normalen Anatomievorlesungen am Montag unterhalten. Wir überprüften, nach dem Zeitplan der Klassen an diesem Tag, gab es mehrere von ihnen.

## Morysia-Fonds
Die Beobachtungen von Morysia aus Gdańsk, der sich bei seinen Bromberger Kollegen damit brüstet, dass an seiner Heimatuniversität bereits vom "Morysia-Fonds" die Rede ist. Dabei handelt es sich um eine spezielle Geldspritze für die Universität, die von Studenten stammt, die ein Jahr Anatomie unter der Leitung von Moryś wiederholen.
"Normalerweise wiederholt er die Anatomie ... das ist der sogenannte 'Moryś-Fonds' an der Universität, weil er 8.000 PLN kostet. (...) Das Geld geht an die Universität. Außerdem gibt es Änderungen in der Universitätsordnung, weil es die einzige Universität ist, in der die medizinische Abteilung das Verfahren von 17 Jahren hat. Die erste Prüfung nach den Vorschriften kann einmal wiederholt werden, und jede nächste kann für zwei Jahre wiederholt werden "- prahlt Moryś, der in den Jahren 2008–2016 der Rektor der gesamten Medizinischen Universität Gdańsk war. Der "Morys-Fonds" hatte seinen Wert geändert, denn er ist nicht mehr 8.000. PLN, von denen der Professor spricht, sondern fast 11 Tausend Zloty. Jeder Punkt wird bewertet. Anatomie im ersten Jahr ist 20 ECTS-Punkte wert. Jeder Punkt, im Falle der Wiederholung eines Faches, "kostet" in Gdańsk 530 PLN. Es wird davon ausgegangen, dass etwa 20 Personen die Anatomie wiederholen und dies, in einer einfachen Berechnung, gibt über 200.000. PLN für die Universität.
Weiter Moryś: "Ich gehe online, aber ich habe schon [unverständliches Fragment] von Leuten, die nicht zugelassen werden. Die haben keine Chance. Aber ich schneide sie praktisch. Online-Methode. Es ist eine kurze Zeit, 45 Sekunden (...)"
"Wir haben Anatomie im ersten Semester vielleicht 40-50 Prozent scheitern. Aber das ist das erste Semester" - sagte einer der Befragten. "Etwa 20 von uns bestehen überhaupt nicht" - fügte der zweite hinzu. Der dritte bemerkte, dass "wir weniger haben, vielleicht 10".
"Wir verlangen zu viel. Auch hier sagte mir der Dekan, dass die Studenten sagen, sie seien zu viel. Aber sie müssen wissen, wie sie noch etwas bekommen können" - so das Fazit.
Das Gespräch der Dozenten wurde von Studenten aus Bydgoszcz aufgezeichnet, die sie an ihre Kollegen aus Gdańsk schickten. Das Verhalten dieser Dozenten führte zu schockierenden Reaktionen. Interia fragte nach der Angelegenheit sowohl im CM UMK in Bydgoszcz als auch in der MUG in Gdańsk. Das aufgezeichnete Gespräch wurde nach der Vorlesung mit den Studenten des Collegium Medicum aufgezeichnet, während des Besuchs der Kommission für die Qualität der Lehre, die bei der Konferenz der Rektoren der medizinischen Universitäten tätig ist. In dem Gespräch ging es u. a. um die Regeln für die Überprüfung der Kenntnisse zukünftiger Ärzte während einer Pandemie. Die Bedingungen für das Bestehen der Prüfungen sind in der Lehrordnung des Collegium Medicum festgelegt, während es an der Universität keine Richtlinien für die Bestehensquote gibt, ebenso legt kein Dozent den Prozentsatz der Studenten fest, die die Prüfung bestehen sollen. Die Regeln für die Durchführung von Prüfungen im Sommersemester würde bis zum 15. Mai bekannt gegeben werden und wird auf die epidemische Situation im Land und die Richtlinien des Ministeriums für Bildung und Wissenschaft basieren - sagte uns Marcin Czyżniewski, der Pressesprecher der Universität.
Joanna Śliwińska von der MUG: "Nach meinem Wissen hat Janusz Moryś, als Vorsitzender des Universitätskomitees für die Qualität der Ausbildung in der Medizin (UKJKKL) die Universität besucht. UKJKKL ist ein von den staatlichen Behörden unabhängiges Gremium der akademischen Gemeinschaft der medizinischen Universitäten, dessen Ziel es ist, die höchste Qualität der Ausbildung zu gewährleisten, unter Berücksichtigung der geltenden Bestimmungen des polnischen Rechts sowie internationaler Standards und Empfehlungen."
Der Sprecher der MUG fügt hinzu, dass die Universität "entsprechende erklärende Maßnahmen" ergriffen habe, und die Fragen von Interia wurden an Morysio weitergeleitet.